# Laurence Parsons
Cet article possède un paronyme, voir Lawrence Parsons.
Lawrence Harman Parsons, 1er comte de Rosse (26 juillet 1749 – 20 avril 1807), connu sous le nom de Lord Oxmantown entre 1792 et 1795 et de vicomte Oxmantown entre 1795 et 1806, est un pair et un homme politique irlandais.

## Biographie
Il est le deuxième fils de Lawrence Parsons, 3e baronnet de Birr Castle, de son épouse Anne, fille de Wentworth Harman. Il hérite des propriétés du comté de Longford de son oncle, le révérend Cutts Harman, à condition qu'il adopte le nom de famille Harman.
Il est député à la chambre des communes irlandaise pour Longford County 1775-1792 et pour le comté de Longford de 1790 à 1792. En 1792, il est élevé à la pairie d'Irlande comme baron de Oxmantown, dans le comté de Dublin, avec son neveu Lawrence Parsons, 5e baronnet comme héritier. En 1795, il est nommé vicomte Oxmantown, d’Oxmantown dans le comté de Dublin, également dans la pairie d’Irlande et en 1806 il est créé comte de Rosse dans la pairie irlandaise, avec un reste similaire à celui de la baronnie. De 1800 à 1807, il siège à la Chambre des lords en tant que l’un des 28 pairs représentants irlandais d’origine.

## Famille
Lord Rosse épouse Jane, fille d'Edward King (1er comte de Kingston) et Jane Caulfield, en 1772. Il décède en avril 1807, à l'âge de 57 ans, et la vicomté disparaît. Son neveu, Lawrence, lui succède dans la baronnie et le comté. Lady Rosse meurt en janvier 1838. Leur domaine passe à leur fille unique, Lady Frances (1775 - 1841), épouse de Robert King, premier vicomte de Lorton, dont les descendants sont la famille King-Harman de Newcastle House, comté de Longford.